# Atheneum Books
Atheneum Books a fost o editură din New York, înființată în 1959 de Alfred A. Knopf, Jr.⁠(d), Simon Michael Bessie și Hiram Haydn⁠(d). Simon & Schuster deține titlurile Atheneum după achiziționarea Macmillan în 1994 și a creat Atheneum Books for Young Readers (cărțile Atheneum pentru tinerii cititori) ca o divizie editorială pentru cărți pentru copii în anii 2000.

## Istorie
Alfred A. Knopf, Jr. a părăsit editura familiei Alfred A. Knopf și a creat Atheneum Books în 1959 împreună cu Simon Michael Bessie (Harpers) și Hiram Haydn (Random House). A publicat lucrări ale câștigătorilor premiului Pulitzer Edward Albee, Charles Johnson⁠(d), James Merrill⁠(d), Nikki Giovanni⁠(d), Mona Van Duyn⁠(d) și Theodore H. White⁠(d). De asemenea, a publicat prima carte a lui Ernest Gaines⁠(d), Catherine Carmier (1964). Knopf l-a recrutat personal pe editorul Jean E. Karl⁠(d) pentru a înființa un departament de carte pentru copii în 1961. Atheneum a achiziționat editura Russell & Russell în 1965.
Atheneum a fuzionat cu Charles Scribner's Sons pentru a deveni The Scribner Book Company în 1978. Achiziția a inclus Rawson Associates. Scribner a fost achiziționat de Macmillan în 1984. Macmillan a fost achiziționat de Simon & Schuster în 1994. După fuziune, lista de literatură pentru adulți a lui Atheneum a fuzionat în cea a lui Scribner, iar lista cu literatură pentru copii Scribner a fuzionat în cea a lui  Atheneum.
În anii 2000, Simon & Schuster Atheneum Books for Young Readers a publicat populara serie de fantezie May Bird pentru tinerii adulți, inaugurată de May Bird and the Ever After (2005) și seria Olivia de cărți ilustrate inaugurată de Olivia the pig (din 2000). The Higher Power of Lucky  a câștigat medalia Newbery în 2007. Într-un sondaj online din 2007, Asociația Națională pentru Educație a enumerat Bunnicula: A Rabbit-Tale of Mystery drept una dintre cele mai bune 100 de cărți pentru copii ale profesorilor (Teachers' Top 100 Books for Children).